# واکنش وارتون
سنتز الفین وارتون (به انگلیسی: Wharton olefin synthesis) یا واکنش وارتون (به انگلیسی: Wharton reaction) یک واکنش شیمیایی است که شامل کاهش یک β، α-اپوکسی کتون با استفاده از هیدرازین برای تشکیل یک آلیل الکل است. این واکنش، که در سال ۱۹۶۱ توسط پی.اس. وارتون مطرح شد، شکل تعمیم یافته کاهش ولف–کیشنر است.